# Dekanat Turobin
Dekanat Turobin – jeden z 28 dekanatów w rzymskokatolickiej archidiecezji lubelskiej.

## Parafie
W skład dekanatu wchodzi 11 parafii:
- parafia św. Mateusza Apostoła – Chłaniów
- parafia św. Katarzyny – Czernięcin Poduchowny
- parafia MB Częstochowskiej – Giełczew Druga
- parafia Najświętszego Serca Pana Jezusa – Gilów
- parafia św. Maksymiliana Marii Kolbego – Olchowiec
- parafia Narodzenia NMP – Płonka
- parafia św. Marka – Rudnik
- parafia św. Tomasza Becketa – Targowisko
- parafia św. Dominika – Turobin
- parafia św. Michała Archanioła – Wysokie
- parafia św. Józefa – Zakrzew
- parafia św. Wawrzyńca – Żółkiewka

## Sąsiednie dekanaty
Biłgoraj – Północ (diec. zamojsko-lubaczowska), Bychawa, Krasnystaw – Wschód, Krasnystaw – Zachód, Modliborzyce (diec. sandomierska), Piaski, Szczebrzeszyn (diec. zamojsko-lubaczowska)